# Vár

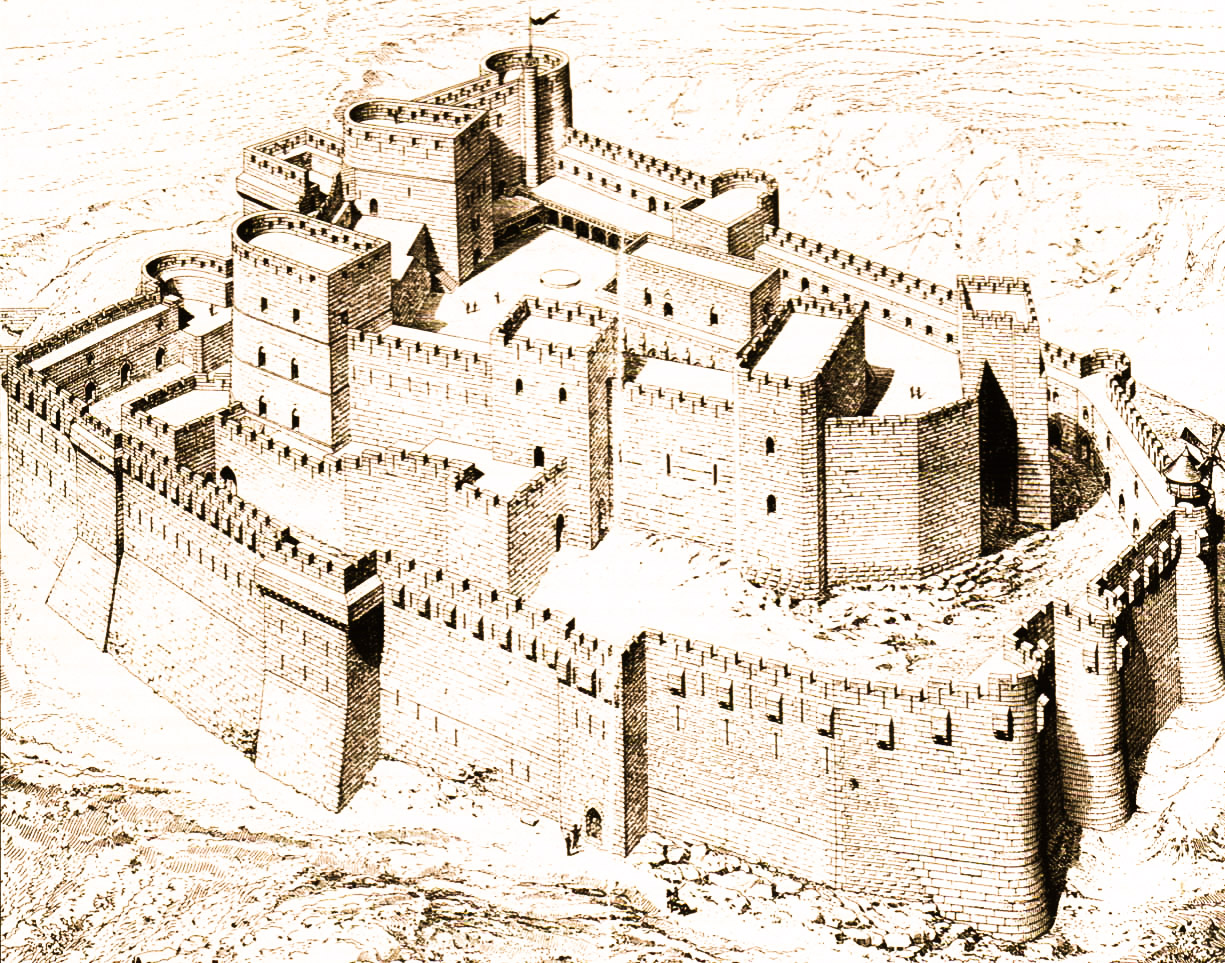
Krak des Chevaliers

A vár védelmi létesítmény – egy helyen koncentrált megerősített épület vagy épületcsoport. Bár a köznyelvben az erődített városokat, övvárakat és erődrendszereket is várnak nevezik, de a fogalom alapvetően a katonai célból épített, kompakt védelmi pontokat jelöli.
A várak és az egyéb célokra épített, de megerősített épületek, épületcsoportok átmenete folyamatos. Eképpen a vár és a kastély átmenete a várkastély, a vár és a templom átmenete az erődtemplom.
Az első várak megközelítőleg i. e. 9000 környékén épültek a termékeny félhold területén, fejlődésük több hullámát nem egyszer jelentős visszaesések (bronzkori összeomlás, kora középkor) választották el egymástól. Az ókori erődépítészet csúcspontja Mezopotámiában az Újasszír Birodalom, Európában a Római Birodalom idejére esett. A klasszikus várépítészet fénykora a késő középkorban, a feudális széttagoltság idején volt. A tűzfegyverek elterjedésével (15-16. század) a várak jellege és építészeti megoldásai jelentősen átalakultak; a bástyaműves kultúra csúcspontját a Vauban-rendszer időszakában érte el, majd a 17. század végétől helyüket lassan a tervezetten kialakított erődvárosok és övvárrendszerű erődök, erődrendszerek váltották fel.

## A várak tipizálása
A történelem során a váraknak számos típusa alakult ki, de ez nem lineáris fejlődés, hiszen az első palánkok, halomvárak, tégla- vagy kő falazatú erődök és belsőtornyos városerődítések gyakorlatilag egyszerre jelentek meg az i. e. 9. évezredben. Az eltérő típusok tehát tehát legfeljebb lokálisan a fejlődés lépcsői, amennyiben a passzív védelemnek nemcsak a sajátos helyi földrajzi lehetőségekhez, nyersanyagokhoz kellett alkalmazkodnia, de a potenciális támadók eszközeihez is. Az egyes változatok építését befolyásolták az építtetők anyagi lehetőségei és a közjogi szabályok. Így tehát például a földvárak nem előzményei a kőváraknak, amelyekkel párhuzamosan léteztek. Az egyes típusokon belül természetesen jelentős fejlődéstörténet vázolható fel evolúciós generációkkal (a külső toronyból előbb torrine lett, majd baluardó és bástyák).
- Palánk (latorkert): a legegyszerűbb erődítés, mely a földbe 1–2 m mélyen leásott, a föld fölött 2–3 m magas gerendákból épített a tetején vesszőfonattal összerögzített fal. A falak egy vagy két sorban szabálytalan kör, vagy négyzet alakú várudvart fognak közre. Jellemzően előtte árkot, mögötte töltést emeltek a lovasrohamok ellen. Gyakran az árkok mögött épült földsáncok tetején alakítottak ki palánkot. Sajátos formája a zárt, fából készült védőfolyosóval (gyilokjáró) és lőrésekkel épült rótt palánk. A palánkrendszereket különösen a 15. század végétől a kisebb városok védelmére és a korszerű várak védelmi képességeinek fokozására használták, de sokszor a legmodernebb szarvműves erődökben (Ecsedi vár) is voltak palánk-elemek. A palánkok a világ minden táján elterjedtek, még a 19. században is épültek a USAon, Indiában és Szibériában.
- Földhalomvár (faváracs): 3–10 m magas mesterséges földhányásra, vagy korábbi kunhalomra épített fatorony, illetve később kőtorony (kőváracs), amelyet a domb alján palánk és árok védett. E formát Északnyugat-Európában motte néven ismerik és egészen a 14. századig a legjellemzőbb erőd volt e területen. Amennyiben a motte előtt palánkkal és árokkal védett település is volt akkor beszélünk motte-and-bailey rendszerről. Az akár 10 méter vastag kő alapokra épült kő vagy fa várak egészen a 17. század végéig épültek Észak-Európában, Ázsiában és Amerikában, valamint számos későbbi erőd tartalmazott átépített korábbi mottét. A kő motte-tornyok mérete a magasság és az átmérő tekintetében is széles skálán mozgott, 2-6 emelet és 10–60 m átmérővel is készültek, de extrém esetekben ezt is meghaladták, a falvastagság pedig a fél métertől akár a 6 m-t is elérhette.
- Barlangvárak leginkább Ázsiában jellemzőek, ahol a magas hegyekben megtalálható barlangok vagy hágók bejárata körül építettek védhető épületeket, rendszerint ezen erősségek csak egy ösvényen közelíthetőek meg, ezért leginkább csak a kapuként szolgáló rész épült valódi vártechnikával. Jelentős részük inkább kultikus szerepet töltött be, mint katonait.
- Várszigetek. Számos vár tulajdonképpen mesterséges sziget egy-egy fontos öböl, vagy kikötő védelmére. Általános jellemzőjük, hogy inkább a hajókkal szembeni tüzérségi harcra készültek, nem rohamok ellen, így többségük semmilyen bástyaművel nem rendelkezik (Fort Boyard).
- Belsőtornyos várak: egyszerű, általában egy zárt udvart körbefogó L, U vagy négyzet alaprajzú épület, mely külső erős falai adják a védelmet. Az ókori egyiptomi, levantei területek erődjei és a kora középkor legtöbb lovagvára ilyen egyszerű építmény volt, különösen a hegytetőkre épült, ezért rohammentes erősségek. A legtöbb ilyen vár az ókorban falkiszögellésekkel védett volt, amelyről a dárdahajítók és íjászok oldalazó tűzzel is támadhatták az ellenséget, valamint egy gyengébb és alacsonyabb külső fal védett a közvetlen lerohanások ellen. A középkorban azonban jellemzően belső tornyokkal készültek e várak (sokszor korábbi mottét felhasználva) amelyek azonban a védelemben nem vettek részt, mert nem értek a várfalon kívülre. Hazai példája a diósgyőri és a soproni vár ahol a római falakat két kisebb fallal erősítették és még egy külső torony is épült a kapuk védelmére. Sík területen a várakat széles lápok, mocsarak, vagy folyók, ezek hiányában pedig mesterséges vizesárkok védték, az ilyen várak megnevezése vízivár volt, többségüket a későbbi korokban átépítették és rondellákkal, majd bástyákkal látták el őket (tatai vár).
- Külsőtornyos várak: A késő ókor, majd az érett középkor erődjeire jellemző megoldás, hogy a vastag (akár 6 méter!) falakon kívülre kerek, félkör alapú, vagy szögletes tornyok épültek az oldalazó tűz kívánalmai miatt. A 13. század derekától a tornyok lapos tetőzettel készültek ahol torziós vagy ellensúlyos hajítógépeket helyeztek el az ellenség ostromtornyai és faltörő kosai elleni harcra. Eredeti formájában a budai vár és Nándorfehérvár e típusba tartozott. Különösen a keresztes háborúk hatására (arab és bizánci mintára) terjedt el Európában a koncentrikus megoldás, ahol két zárt falgyűrű vette körbe a várat (Krak des Chevaliers). Az ellenség a sikátornak nevezett szűk térbe jutott az első fal áttörése után, ahol erős tűz alatt tarthatták a védők, ráadásul a helyszűke miatt a csapatok manőverezése is korlátozott volt. E vártípust sosem tudták kiszorítani teljesen a bástyák, Ázsiában még a 19. században is e technológiával épültek a várak és az ágyúkat inkább a várban épített sáncokon illetve ágyúdombokon helyezték el, a muszlim világban csak elvétve alkalmaztak bástyákat. A Német hadi-kultúra területén, pedig földből készült külső ágyúdombokra, bollwerkekre helyezték az ágyúkat a külső tornyos erősségek modernizálása érdekében.
- A földvár (pogányvár) több különböző vártípus összefoglaló neve. Félrevezető, hiszen a földvárak fő szerkezete a fából ácsolt kazettaszer volt. Ennek belsejét a faszerkezet előtt ásott árok földanyagával és kövekkel töltötték fel. Sokszor a földvárak közé sorolják a sáncműveket is. Elterjedésének fő oka, hogy a világ jelentős területein (Közép-Európa, sztyeppöv) a fa lényegesebben könnyebben hozzáférhető nyersanyag volt, mint a kő. Építése is olcsóbb (de karbantartása drágább!) volt, mint a kőváraké. A faszerkezetek miatt a földvárak (hasonlóan a téglavárak is) érzékenyek voltak a tűzre, amelynek ékes példája a mongol ostrommódszer sikere. Tévhit azonban, hogy a tatárjárás után felhagytak volna a földvárak építésével, mindössze ezentúl agyaggal tapasztott vesszőfonat burkolattal javították azok tűzállóságát. Az egyszerű kör-, háromszög- vagy négyszög alaprajzú várak (mint a szabolcsi földvár) működési logikája megegyezett a belsőtornyos várakéval. Britanniában és a sztyepp övben kettős, sőt akár négyszeres koncentrikus védvonalakat (hillfort) is kialakítottak; ezek védelmi terve a koncentrikus lovagvárakéval analóg volt. A középkor végétől modern, külsőtornyos, rondellás és modern bástyás erődök (Szigetvár, Tokaj, Szolnok) is készültek földvár technológiával, sőt az első füles-bástyák Itáliában is földvár- és sánctechnikával épültek. A földből készült erődtechnika sosem tűnt el, Németalföldön a kőhiány miatt a korszerű erődvárak bástyarendszere sánc-módszerű lett. A Komáromi erődrendszer 19. századi, azidőben korszerű erődeinek tetősáncai és várlejtői is földművek voltak, mivel a tömör ágyúgolyók a földművekben – a kőfalakkal ellentétben – alig okoztak kárt. A tömeghadseregék korában a tábori erődítések révén a napóleoni háborúktól (győri sáncrendszer) egészen a világháborús védvonalakig fejlődve folyamatosan evolválódott e módszertan és több ország hidegháborús védelmi utasításának számos eleme (géppuskafészkek, harckocsiakadályok) földvár-technológiához hasonlóan kővel, vagy földdel feltöltött fakazettákra alapult.
- Reneszánsz várak: Eleinte a nagy erejű hajítógépek, majd az ostromágyúk megjelenése miatt nem lehetett tovább folytatni az addigi várépítéseket, mert a relatíve vékony, magas falakat a találatok okozta rezgések összeomlasztották és az aknaharcra is érzékenyek voltak. A megoldást a külső tornyok fejlesztésében keresték, így alakultak ki a torrinék és ágyútornyok, majd a már kifejezetten ágyúk számára készülő rondellák és baluardók. Mivel az ágyúk pontossága fokozódott 1450 után már tarthatatlan volt a kifelé néző lőrésekkel és kő mellvértekkel készült kör alakú (nagy holtterek!) építmények készítése. Ekkor terjednek el az eleinte kerek, majd szögletes oldalazóművek, amelyeken már csak oldalra néző kazamatázott lövegek voltak. Az itt lévő ütegek a szomszédos falak és oldalazóművek előtti árkot pásztázták jellemzően kartács lőszerrel, ezért nagy rohamok esetén hatalmas pusztítást végezhettek a gyalogság soraiban, de védettek voltak az ellenség ostromtüzérségétől.
- A bástyarendszerek kialakulása a 16. század derekára tehető, működési lényege az volt, hogy magas falak helyett tömör, relatíve alacsony, földdel feltöltött szögletes bástyák és közöttük kötőgátak (kurtina) épültek, amelyeket az ellenség ostromlövegei nehezen tudtak rombolni. A megoldás miatt az ostromharc a falak helyett egyre inkább az árkokban dőltek el (réslővés és akna), így egyre komplexebb és soklépcsős, földművekkel (később kővel kifalazott) erődített (ravelin, ollómű, lunetta, szarv- és koronaművek) rendszerek épültek ki (ecsedi vár), melyek csúcspontját a Vauban által kialakított tervezett erődváros-rendszer volt, melyet az övvárak váltottak le (Przemyśl).[1]
- Erődvárosok: általában az adott korra jellemző vár-építészeti megoldással készült védelmi vonallal körülvett települések. Mivel kialakításuk követte a kor technikai színvonalát belsőtornyos (Ókori Trója), külsőtornyos (Róma, Párizs), földváras (Moszkva), bástyás (Győr) és övvár-rendszerű (Liege) védelmi vonallal is készültek, sőt a többségüket időről időre modernizálták.
- Várkastély: A ma jó állapotban meglévő várak egy jelentős részét a 17. század után átépítették kastélyokká, így a lakófunkció és a romantikus ideáknak megfelelő és a kor irodalma által sugallt díszítettség és (katonai értelemben téves) erődítési architektúra vált jellemzővé a valós védelmi képességek rovására. Sajátos módon a legismertebb "várak" egy része ilyen átépített, vagy eleve kastélynak készült, ezért a valós erődfunkcióktól igen messze került, tehát várnak semmiképp nem tekinthető építmények (Neuschwanstein).

A várakat funkció szerint is lehet tipizálni. Lehetnek egy-egy nemesi uradalom, vagy ispánság, esetleg regionális központként funkcionáló lovagvárak, királyi központnak épült városnyi méretű várak (Buda), az ország védelmét biztosító végvár (Munkács), a határokon lévő őrséget adó vár (Rákóczi-vár), folyókon való átkelést biztosító (Eszék) vagy kikötői vár, többek között.
A várak alapanyagát a földrajzi adottságok határozták meg, ezért Mezopotámiában teljesen tégla, az ókori Görögországban kő alapzatra készült tégla várfalak készültek, Levantében, Indiában és a Római Birodalomban, majd Nyugat-Európában kőből, egyes sztyeppei és afrikai tájakon pedig vályogból épültek az erősségek. A különböző anyagú falak mindegyike rendelkezett sajátos előnyökkel és hátrányokkal, így nem feltétlen lehet azt kijelenteni, hogy a kő „jobb” alapanyag, mint a tégla, vagy akár a földvár, bár a tégla és vályog könnyen megreped a tűz hatására, de a hőtől a kőfalak sem védettek (aknaharc).

## Helykiválasztás
Építésének helyét a védekezés jellege, a természeti körülmények kihasználása és az alapanyagok 8elsősorban az ivóvíz) ellátásának biztosítása határozta meg – utóbbi miatt a várakat általában forrás vagy más édesvizű vízlelőhely közelében építkeztek. Előfordult, hogy a várakat szirtekre építették. Ez is védelmi szempontot szolgált, mert a nehéz ostromgépeket nem lehetett feljuttatni a meredek lejtőn, ezért elég volt csak egy falat építeni és ahol gyengébb volt, ott toronnyal megerősíteni. Az állandó települések létrejötte után a fontosabb gazdasági központokban és uralkodói székhelyeken épültek várak.

## Építészet
A vár helyének kiválasztása után a főúr felfogadott egy építőmestert, és együtt megtervezték a várat. A terepet a mester tanoncai mérték fel, és az építőanyagokat is ők szerezték be. Az egész műveletet az építőmester felügyelte. A kőfejtőben kitermelt az építőanyagot méretre vágták, majd a helyszínre szállították. A kőfaragók mintákat véstek rájuk, a falakat pedig a kőművesek építették. Akkora területet kellett körülfalazni, hogy elférjen az őrség. A várfalak szögletein védőtornyokkal, később bástyákkal növelték a falak védelmét. A kaput külön kapubástya védte. Németországban a várfalon belül egyéb gazdasági épületek is helyet kaptak, ezt a vártípust nevezzük Randhausburg-nak.
Egyes várak több különálló részből álltak: alsóvár és fellegvár. A fellegvárban található öregtorony volt a vár legerősebb helye.
A várak építőanyaga – az építészeti technika és a helyi adottságok mellett – elsősorban a várat építő nép fejlettségétől függött.

## Az ostrom

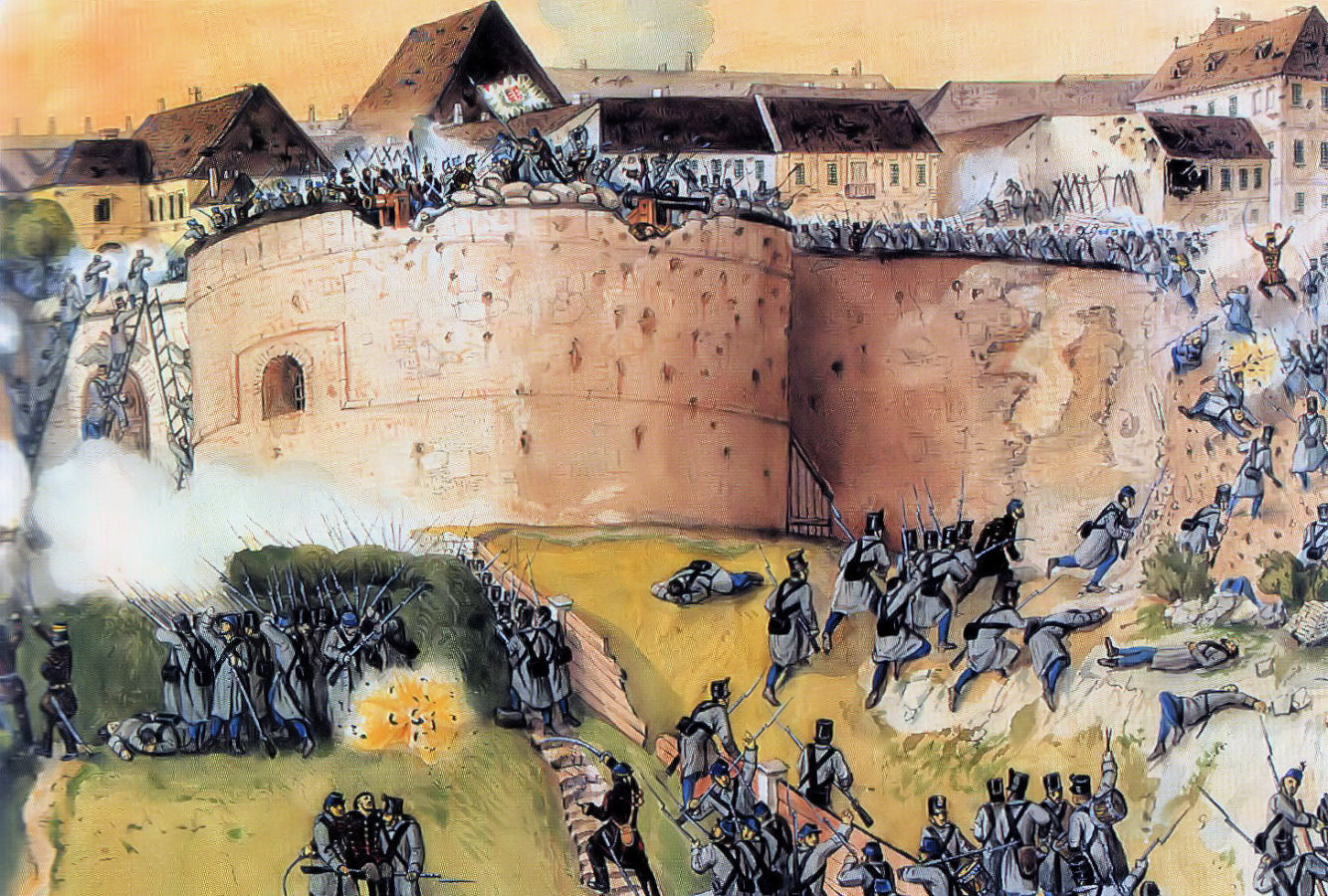
Buda ostroma Than Mór ábrázolásában, az 1848–49-es forradalom és szabadságharc során

Mivel ezeket a várakat nem lehet egyszerűen lerohanni vagy felgyújtani, az ostromlók először megpróbálták kiéheztetni a védőket. Ha ez nem sikerült, akkor kezdődött valójában az ostrom.
Egy vár megtámadásánál az első leküzdendő akadály a várárok volt, amely az egész építményt körülvette és leggyakrabban vízzel, de olykor-olykor hegyes cölöpök töltötték ki. A fal feletti védőjáratokat magasabb, fogazott pajzsfal védte. A lövész a fogazat résein keresztül lőhetett az ellenségre. Továbbá tüzelhetett a várfalba vájt lőréseken keresztül is. A szurokkiöntőkről köveket, forró homokot, meszet, szurkot vagy égő szalmabálákat hajigáltak a támadókra. Számos lovaglegenda ellenére forró olajat nem öntöttek az ellenségre. Túlságosan sok időbe telt volna fölmelegíteni az olajat, és túl drága volta ahhoz, hogy csak úgy kiöntsék.
Néha alagutakat ástak, hogy így gyengítsék a várfalat vagy, hogy a vár udvarára bejussanak, és belülről támadják a védőket. A védők ez ellen úgy tudtak védekezni, hogy vízzel telt vödröket raktak a földre és víztükör rezgése elárulta, ha alagutat fúrnak ilyenkor gyakran a védők is elkezdtek ásni, és ha az alagutak találkoztak, akkor véres csata bontakozott ki a föld alatt. Az egyik leghatékonyabb ostromgép a trebuchet volt, amely nagy távolságra nagy súlyt tudott eljuttatni.
Az ostromlók nem csak fizikai, de biológiai és morális fegyverekkel is harcoltak: megpróbálták az elesett védőket visszajuttatni a várba, ami rontotta a védők morálját, és ha a támadók szerencsések, beletaláltak a kútba, amitől a kút vize ihatatlan lett. Az ostromlók megpróbálkoztak felmászni kampós létrákkal. A várvédők egyik leghatékonyabb fegyvere a számszeríj volt, mert a lovagok páncélzatán is áthatolt, emellett könnyen kezelhető és pontos is volt. Mivel egy íjász meg tudott ölni akár egy nemes lovagot is, az elfogott íjászokat gyakran kivégezték. Az ostromlók használhattak még faltörő kost is. Ez többnyire olyan, kerekekre szerelt lengősúly volt, amelynek kezelőit bőr- vagy fatető védte.

## Várak a világban
Várakat nem csak Európában építettek, hanem Ázsiában és a Közel-Keleten is. Ázsiában főként a japánok és a kínaiak építettek várakat, mert a többi nép még nomád volt. A Közel-Keleten a keresztesek és a muzulmánok is építettek várakat, amiket később kikötőknek, határállomásoknak használtak.

### Várépítészet a Kárpát-medencében
A magyarországi sokféle vár épült, de nagy többségük rom. Nagyon kevés lakott várunk van (Sárvár, Sárospatak, Kőszeg).

#### A történelem és a hazai várépítészet korszakai
Váraink fejlődését az ostromtechnika fejlődése alapján két nagy korszakra:
- ágyú előtti (1–4) és
- ágyú utáni (5–8)

szakaszra tagolhatjuk.
1. Torony nélküli védőövek
Ezek az első, várnak tekintett védőépítmények. Anyaguk eleinte szint kizárólag föld volt, de már a legelsők szerkezetét is fával erősítették.
- Első ismert földvárainkat i.e. 2000 körül építették; ezek stabilizálására a föld mellett már fát is használtak.
- A bronzkorban, i.e. 1900–1300 között sok települést földsánccal vettek körül. A földvárakat előszeretettel építették csoportokban, egymástól 10–12 km-re.
- A kora vaskorban, i.e. 1100–400 között a földvárak mérete megnőtt, a sánc hossza esetenként több kilométer is lehetett. Ebben az időszakban a földvárakat rendszerint magaslatokra (hegytetőkre) építették.
- A földvárakat a Római Birodalomban, a 2. században kezdték felváltani a kőből épült erősségek, főleg Pannonia provincia határán, az ún. limesen:
  - kőből épült őrtornyok pl. Tatán, Nógrádverőcén, Visegrádon, Esztergomban),
  - kisebb erősségek, pl. a pesti castrum,
  - megerősített táborok: Aquincum, Albertfalva, Campona, Intercisa stb.

A 3. században a szarmata, majd kvád bertörések ellen már a tartomány belsejében épült településeket (Valcum = Fenékpuszta), Scarbantia = Sopron) is védőfallal vették körül.
- A kora középkorban, a 7–8. században a földsáncot rendszerint palánkkerítéssel, azaz kihegyezett karósorokkal erősítették meg; így jöttek létre a palánksáncok.
- A 9–10. században alakultak ki a rekeszes, majd a rácsgerendás földvárak; a sánc magassága elérhette a 6–12 m-t.

2. Lakótornyok – a magyar szóhasználatban gyakran öregtornyok néven. Ilyeneket először a normannok építettek a 10–11. században. Ez a típus Magyarországon meglehetősen későn, a 13–14. században jelent meg. A vastag falú torony alapja lehetett négyszög-, sokszög- vagy akár kör alakú is.
3. A belsőtornyos várakban a tornyok testét a várfalon belül helyezték el, tehát azokból nem lehetett oldalazva lőni a falakat ostromló támadókat.
4. A külsőtornyos várak a késő ókortól az érett középkorig voltak az erődítések jellemző típusai. A belsőtornyos várakból fejlődtek ki az oldalazó tűz kívánalmai miatt. Magyarországon ilyen várakat általában a 15. század elejétől a 16. század közepéig építettek. Falaikat a korábbiakhoz képest jelentősen megvastagították, a karcsú és magas tornyokat a várfalon kívül helyezték el.
5. Ágyútornyos várak
6. Bástyás várak
7. Előműves várak
8. Erődök
A tatárjárás előtt Magyarországon kővárakat csak a király építhetett; a főurak ehhez a 12. század végéig nem is voltak elég gazdagok. Viszont amikor II. András 1211-ben a kunok elleni védelemre betelepítette a Barcaságba a Német Lovagrendet, külön kikötötte, hogy a lovagok nem építhetnek kővárakat. A lovagrend (több más előírás mellett) ezt a rendelkezést is megszegte, ami kellő jogalapot teremtett a királynak kiűzésükhöz.
```
A 
tatárjárás
 egyértelmű tapasztalata volt, hogy a hasonló támadásoknak csak a kővárak állhatnak ellen, ezért 
IV. Béla
 megadta főurainak azok építésének jogát – sőt, a magánvárak építését kedvezményekkel is támogatta.
[
2
]
```